# Удальцов, Иван Иванович
Ива́н Ива́нович Удальцо́в (12 марта 1918, Москва — 20 марта 1995, Москва) — советский, российский историк-славист, дипломат и государственный деятель. Доктор исторических наук. Чрезвычайный и полномочный посол. В 1970—1976 годах — председатель Правления Агентства печати «Новости» в ранге министра. Депутат Верховного Совета СССР. Директор Института славяноведения АН СССР. Делегат XXIV съезда КПСС. Участник Парада Победы на Красной площади (в составе сводного полка Наркомата обороны СССР). Член редколлегии журналов «Вопросы истории», «Новая и новейшая история». Член Союза журналистов СССР. Один из 13 человек, награждённых двумя орденами Дружбы народов.  
Учителя — В. И. Пичета, Б. Д. Греков, З. Р. Неедлы.

## Биография
Родился 12 марта 1918 года в Москве.
Окончил исторический факультет Московского государственного университета (1940). Член ВКП(б) (1943).
- В 1940—1945 годах — служба в РККА и в составе Первого Чехословацкого армейского корпуса генерала Свободы. Участвовал в боевых действиях, в том числе в районе Дукельского перевала. С июля 1941 года был командиром стрелкового взвода, закончил войну старшим помощником начальника оперативного отдела штаба Первого Чехословацкого армейского корпуса.
- В 1947—1950 годах — сотрудник Института славяноведения АН СССР.
- В 1950—1959 годах — сотрудник аппарата ЦК КПСС.
- В 1959—1962 годах — директор Института славяноведения АН СССР.
- В 1962—1965 годах — заместитель заведующего Идеологическим отделом ЦК КПСС.
- В 1965—1970 годах — советник-посланник посольства СССР в Чехословакии.
- В 1970—1976 годах — председатель правления Агентства печати «Новости» (АПН).
- В 12 марта 1976 по 11 сентября 1979 года — чрезвычайный и полномочный посол СССР в Греции.
- В 1985 году награждён орденом Отечественной войны II степени[1].

В 1971—1976 годах являлся кандидатом в члены ЦК КПСС.
В 1974—1979 был депутатом Верховного Совета СССР.
Сыграл значительную[уточнить] роль в событиях «Пражской весны».

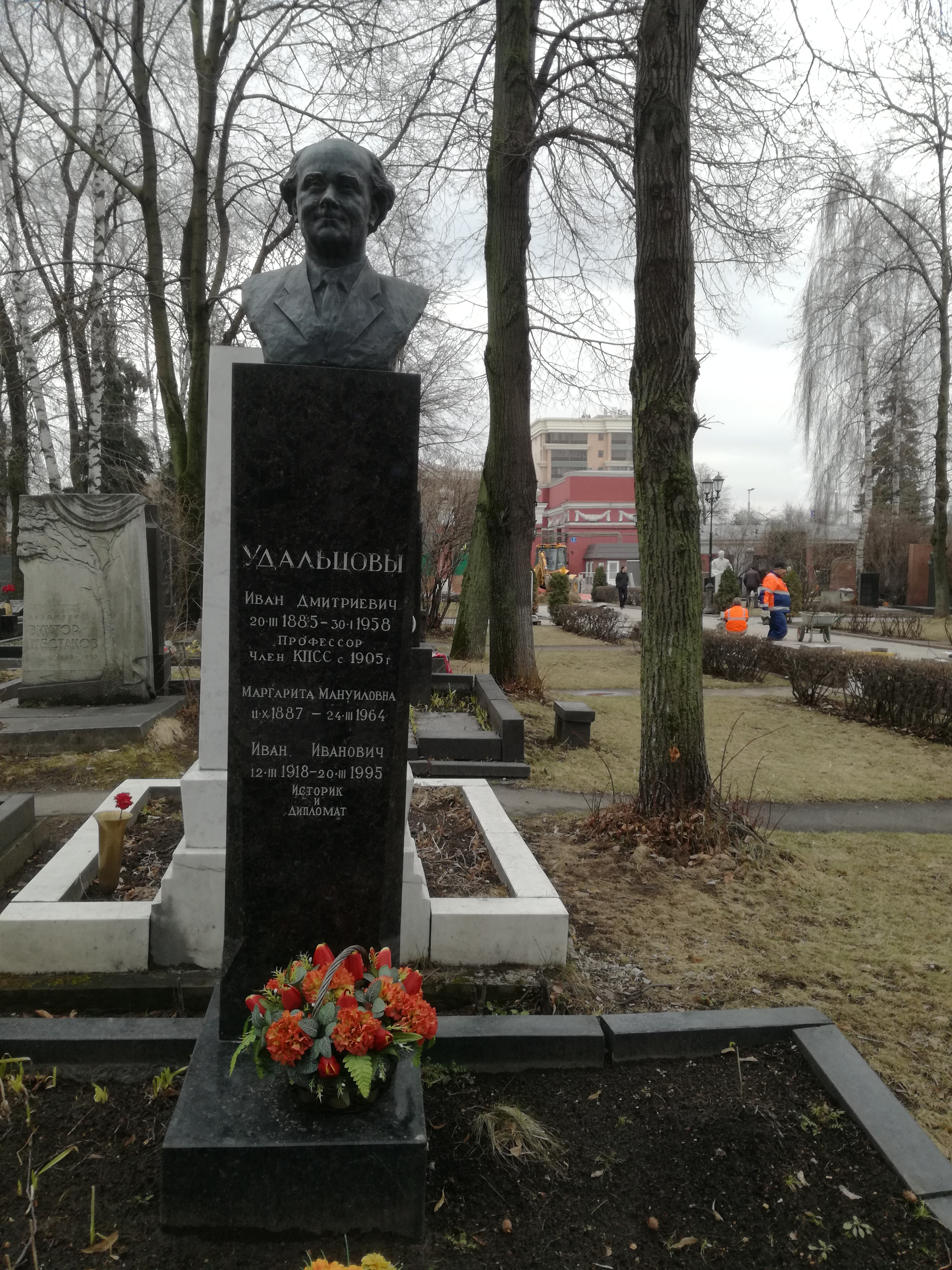
Могила Удальцовых

Скончался 20 марта 1995 года в Москве. Похоронен на Новодевичьем кладбище.

## Награды[3]
- Орден Октябрьской Революции
- Орден «Знак Почёта»
- Три ордена Трудового Красного Знамени
- Два ордена Дружбы народов
- Орден Отечественной войны II степени
- Медаль «За победу над Германией»
- Медаль «За боевые заслуги»
- Медаль «За трудовую доблесть»
- Медаль «За доблестный труд. В ознаменование 100-летия со дня рождения В. И. Ленина»
- Орден Белого льва II степени (12 марта 1970, ЧССР)[4]
- Орден "За Свободу" (ЧССР)
- Командор Ордена Почёта (Греция)
- Орден Кирилла и Мефодия (НРБ)
- Орден Полярной звезды (МНР)
- Серебряная Звезда Дружбы народов (ГДР)
- Орден Трудового Красного знамени (ВНР)
- Крест «За военные заслуги» (ЧССР)
- Медаль «За храбрость перед врагом» (ЧССР)
- Крест Заслуги (ПНР)

- Юбилейные медали СССР, МНР и НРБ.
- Почётная грамота Президиума Верховного совета РСФСР
- Пять раз удостаивался звания Победитель социалистического соревнования
- Иные награды

## Семья
Сын ректора МГУ Ивана Дмитриевича Удальцова.
До войны несколько лет был женат на З. В. Удальцовой, сокурснице по историческому факультету МГУ.
Вторая жена — Агния Сергеевна Удальцова, участница Великой Отечественной войны, награждена орденом Красной звезды и медалями, в том числе За отвагу.
Сын Ивана Ивановича — Александр Удальцов, посол России в Латвии, Словакии и Литве.
Дочь — Маргарита Ивановна Удальцова (1942—2023), замужем за историком Станиславом Тютюкиным, их сын — политик Сергей Удальцов.
Младшая дочь — Елена Ивановна Удальцова, преподаватель-филолог, специалист в области чешского языка.
Правнук, Иван Сергеевич Удальцов, стал победителем (2019) и призёром (2018) Всероссийской олимпиады школьников по литературе.

## Публикации
- Удальцов И. И. К характеристике политической деятельности Ф. Палацкого // Вопросы истории, 1950.
- Удальцов И. И. Очерки из истории национально-политической борьбы в Чехии в 1848 году / И. И. Удальцов. — М.: Изд-во Академии наук СССР, 1951. — 250 с.
- Удальцов И. И. Историография чешского национального возрождения: Новейшие чехословацкие и советские исследования (1950—1980) / И. И. Удальцов. — М.: Наука, 1984.
- Удальцов И. И. Историография революции 1848—1849 гг. в чешских землях: Новые чехословацкие исследования, (1950—1985) / И. И. Удальцов; Отв. ред. д-р ист. наук В. И. Фрейдзон; Рецензенты: д.и.н. В. А. Дьяков, д.и.н. В. Ю. Кузьмин; Институт славяноведения и балканистики АН СССР. — М.: Наука, 1989. — 136 с. — 800 экз. — ISBN 5-02-009897-3. (обл.)